# سیارک ۲۹۴۷۷
سیارک ۲۹۴۷۷ (به انگلیسی: 29477 Zdiksima، نامگذاری:1997UE15) بیست و نه هزار و چهارصد و هفتاد و هفتمین سیارک کشف شده‌است که در ۳۱ اکتبر ۱۹۹۷ کشف شد.